# Indicator
Indicator là một chi chim trong họ Indicatoridae.

## Các loài
- Indicator pumilio
- Indicator willcocksi
- Indicator meliphilus
- Indicator exilis
- Indicator conirostris
- Indicator minor
- Indicator maculatus
- Indicator variegatus
- Indicator xanthonotus
- Indicator archipelagicus
- Indicator indicator